# Barafalva község
Barafalva község (románul: Comuna Bara) község Temes megyében, Romániában. Központja Barafalva, beosztott falvai Bégalaposnok, Bégapata, Dobrosd, Radmanóc.

## Népessége
A 2011-es népszámlálás adatai alapján a község népessége 388 fő volt.